# Mirror, mirror (lichtkunst)
Mirror, mirror is een artistiek kunstwerk in Amsterdam-Westpoort. 
De Arlandabrug is een bouwkundig kunstwerk in de Rijksweg 10 over wat tot 1985 de spoorlijn Amsterdam-Haarlem was. Toen die hier opgeruimd werd, werd het een tunnel voor voetgangers, fietsers en trams. Die relatief lange onderdoorgang werd als onveilig gevoeld. De gemeente Amsterdam schreef daarom midden jaren tien van de 21e eeuw een competitie uit voor een kunstwerk dat het viaduct lichter (kleur) zou maken. Een van de deelnemers was Joep van Lieshout, maar de gemeente koos voor werk van Christopher Gabriel en Arnout Hulskamp (Children of the light) in samenwerking met Jarrik Ouburg (HOH Architecten). Zij kwamen met een oplossing, waarbij geen extra licht benodigd was; de kunstenaars zijn tegenstanders van lichtvervuiling. Zij lieten op brugpijlers en plafond lichtreflecterende panelen bevestigen die overdag het daglicht verder spiegelen onder de overspanning. Gedurende de nacht moeten fiets- en tramlampen hetzelfde effect veroorzaken. Zelf noemden ze het een 21e eeuwse stadspoort. 
Een van de oorzaken van het gevoel van onveiligheid brak dit kunstwerk op. Er werd graffiti overheen gespoten waardoor een deel van het (licht)effect weer verloren ging.